# 南海神
南海神（みなみかいじん）は、千葉県船橋市の町名。現行行政地名は南海神一丁目及び南海神二丁目。郵便番号は273-0023。

## 地理
船橋市西南部に位置する。北で海神町南、北東の海神川の河川上の一点で海神町、同じく北東で栄町、東から南にかけて西浦、二俣川を挟んで西で市川市二俣と隣接する。町域内は主に工業用地である。西端を二俣川が、東端を海神川が流れる。両者の間を南海神川が結んで（定義上は二俣川方から海神川方に流入して）おり、その中間地点付近で太刃洗川が流入する。京葉道路の船橋インターチェンジが近くにあり、物流拠点も多い。さらに南の西浦には東関東自動車道と国道357号が通っており、ここからも近い。市内に南海神団地が存在するが、所在地は南海神ではなく海神町である。

### 河川
- 二俣川
- 海神川
- 南海神川 - 二俣川と海神川を結ぶ水路。

## 歴史
従来から存在する海神町南1丁目のうち、京葉道路より南側について1974年12月1日付で住居表示を実施。新たに「南海神一・二丁目」を設置した。
出典
『広報ふなばし』第337号 p. 3、昭和49年（1974年）9月1日発行、および同第343号 p. 1、昭和49年（1974年）12月1日発行。 船橋市中央図書館ほか所蔵。

## 世帯数と人口
2017年（平成29年）11月1日現在の世帯数と人口は以下の通りである。
| 丁目         | 世帯数  | 人口  |
| ------------ | ------- | ----- |
| 南海神一丁目 | 180世帯 | 306人 |

## 小・中学校の学区
市立小・中学校に通う場合、学区は以下の通りとなる
| 丁目         | 番地 | 小学校               | 中学校           |
| ------------ | ---- | -------------------- | ---------------- |
| 南海神一丁目 | 全域 | 船橋市立南本町小学校 | 船橋市立湊中学校 |
| 南海神二丁目 | 全域 | 船橋市立南本町小学校 | 船橋市立湊中学校 |

## 交通

### 鉄道
町域内に鉄道は通っていない。最寄駅は以下の通りである。
- JR京葉線二俣新町駅
- JR総武線・京葉線・武蔵野線・東京地下鉄東西線・東葉高速鉄道東葉高速線西船橋駅

### 道路
- 京葉道路

## 施設

### 一丁目
- 海神排水機場
- 海神第二排水機場
- 南関東ふそう
- ウチダ総合物流
- ケイハイ本社
- 日本メタルプリント
- 日鉄住金鋼板
- 日本化学工業東京流通センター

### 二丁目
- 合同製鐵船橋製造所
- ミルックス船橋機材サービスセンター